# (1127) Mimi
(1127) Mimi ist ein Asteroid des Hauptgürtels, der am 13. Januar 1929 vom belgischen Astronomen Sylvain Julien Victor Arend in Ukkel entdeckt wurde. 
Benannt wurde der Asteroid nach der Ehefrau des Kollegen Eugène Delporte. Die Namen der Asteroiden (1127) und (1145) wurden versehentlich vertauscht.